# Lexington (Kentucky)
Lexington é a segunda cidade mais populosa do estado americano do Kentucky, no condado de Fayette, do qual é sede. Foi fundada em 1782 e incorporada em 1831. É conhecida como a capital do cavalo.
Com mais de 322 mil habitantes, de acordo com o censo nacional de 2020, é a segunda cidade mais populosa do estado e a 57ª mais populosa do país.

## Geografia
De acordo com o Departamento do Censo dos Estados Unidos, a cidade tem uma área de 739,5 km², dos quais 734,6 km² estão cobertos por terra e 4,9 km² (0,7%) por água.

## Demografia
Desde 1900, o crescimento populacional médio, a cada dez anos, é de 18,7%.

### Censo 2020
De acordo com o censo nacional de 2020, a sua população é de 322 570 habitantes e sua densidade populacional é de 439,1 hab/km². Seu crescimento populacional na última década foi de 9,0%, bem acima do crescimento estadual de 3,8%. É a segunda cidade mais populosa do estado e a 57ª mais populosa do país.
Possui 146 142 residências que resulta em uma densidade de 198,9 residências/km² e um aumento de 8,1% em relação ao censo anterior. Deste total, 7,9% das unidades habitacionais estão desocupadas. A média de ocupação é de 2,4 pessoas por residência.

### Censo 2010
Segundo o censo nacional de 2010, a sua população era de 295 803 habitantes e sua densidade populacional de 402,6 hab/km². Possuía 135 160 residências que resultava em uma densidade de 184 residências/km².